# Lockerbie
Lockerbie (schottisch-gälisch: Logarbaidh) ist eine Kleinstadt im schottischen Verwaltungsbezirk Dumfries and Galloway. Sie liegt rund 120 Kilometer (75 Meilen) südöstlich von Glasgow und rund 32 Kilometer (20 Meilen) von der Grenze zu England entfernt. Laut Zensus von 2011 leben in Lockerbie 4287 Menschen.
Die Stadt war zu ihrer Gründungszeit ein Handelsposten für Rinder und Schafe, auf Grund ihrer Grenzlage vor allem auch mit England. Noch heute finden Nutztierversteigerungen in Lockerbie statt. Nach dem Zweiten Weltkrieg lebten 450 ukrainische Kriegsgefangene, Mitglieder der 14. Waffen-Grenadier-Division der SS (galizische Nr. 1), in einem Kriegsgefangenenlager in der Nähe der Stadt. Sie bauten eine Kapelle in Hallmuir (drei Kilometer von Lockerbie entfernt).

## Der Lockerbie-Anschlag
Der Ort Lockerbie wurde durch den Sprengstoffanschlag auf ein Flugzeug der Pan Am am 21. Dezember 1988 international bekannt. Das Flugzeug wurde durch einen etwa 400 Gramm schweren Sprengsatz zum Absturz gebracht, der von libyschen Terroristen im aufgegebenen Gepäck versteckt worden war. Dabei wurden 270 Menschen getötet – alle 259 Insassen der Maschine und elf Einwohner, die starben, als die mit Treibstoff gefüllten Sektionen der beiden Tragflächen im Ort aufschlugen und explodierten. Die Zeitschaltung der Bombe sollte das Flugzeug eigentlich über dem Meer zum Absturz bringen; aufgrund einer 25-minütigen Verspätung war es zum Zeitpunkt der Explosion aber noch über dem Festland.
Als Mahnmal gibt es auf dem Friedhof von Lockerbie den Garden of Remembrance (‚Garten der Erinnerung‘).

## Persönlichkeiten
- Anna Sloan (* 1991), Curlerin